# Dulov
Dulov és un poble i municipi d'Eslovàquia que es troba a la regió de Trenčín. La primera menció escrita de la vila es remunta al 1257.

## Demografia
| Godina             | 1994 | 2004   | 2014   | 2024   |
| ------------------ | ---- | ------ | ------ | ------ |
| Nombre de persones | 916  | 926    | 921    | 888    |
| Diferència         |      | +1,09% | −0,53% | −3,58% |

| Godina             | 2023 | 2024   |
| ------------------ | ---- | ------ |
| Nombre de persones | 899  | 888    |
| Diferència         |      | −1,22% |